# 印東太郎
印東 太郎（いんどう たろう、英: Tarow Indow、大正12年（1923年）8月22日 - 平成19年（2007年）9月22日）は、日本またはアメリカの数理心理学者、計量心理学者、実験心理学者、文学博士。慶應義塾大学及びカリフォルニア大学アーバイン校名誉教授。国際色彩学会(AIC) の会長も務めた。

## 経歴
- 1923年 - 東京府生まれ。
- 1945年 - 慶應義塾大学文学部卒業。
  - 卒業後、慶應義塾大学助手となり、1973年まで教授。
- 1953年 - 私立高校の国語教師と結婚。
- 1959年 - 12月 慶應義塾大学文学博士。学位論文の題は「直観的印象の解析 : 解析の方法とその適用例」[1]。
  - 同年から同大工学部に新設した管理工学科の助教授（兼担）[2]。
- 1974年 - 国際色彩学会会長（1977年まで）。
  - 同年より、ハーバード大学に留学。
- 1979年 - カリフォルニア大学アーバイン校教授。
  - Psychological Review, Journal of Experimental Psychology, Journal of Mathematical Psychology, Perception and Psychophysics, Proceedings of the National Academy of Science, Color Research and Applicationなど主要な学術誌に100以上の技術論文で報告された印東の研究は、視覚空間の幾何学的表現、色空間、意味記憶の確率的表現、能力試験の形式化の草分けとなった。
- 1986年 - 実験心理学会のフェローに選出される。
- 1995年 - カリフォルニア大学アーバイン校（UCI）名誉教授。
  - 数学行動科学のための研究所の創立メンバーとなる。
- 2007年 - カリフォルニア州にて死去。

## 著書
- 『数理心理学』 東京大学出版会, 1969年。
- 『モデル構成』 東京大学出版会, 1973年。
- 『確率および統計』 コロナ社, 1957年。
- 『心理学的測定』 金子書房, 1953年。
- 『心理測定・学習理論』 森北出版, 1977年。
- 『心理学研究に必要な統計的方法』 中山書店, 1953年。
- 『LIS推理因子測定法』 日本文化科学社, 1962年。
- 『Alleys in Visual Space』 School of Social Sciences, University of California, 1980年。
- 『Some Characteristics of Word Sequence Retrieved from a Given Category』 School of Social Sciences, University of California, 1978年。
- 『Parallel- and Distance-alleys on Horopter Plane in the Dark』 School of Social Sciences, University of California, Irvine, 1982年。
- 『Recognition Memory of Retrieved Sequence of Words』 School of Social Sciences, University of California, 1978年。
- 『Shorter Pieces』 School of Social Sciences, University of California, 1979年。
- 『The Global Structure of Visual Space』 2004年。